# 2009年6月臺灣
| << | 2009年6月 （民國98年） | >> |    |    |    |    |
| \| 日 \| 一 \| 二 \| 三 \| 四 \| 五 \| 六 \| \| \| 1 \| 2 \| 3 \| 4 \| 5 \| 6 \| \| 7 \| 8 \| 9 \| 10 \| 11 \| 12 \| 13 \| \| 14 \| 15 \| 16 \| 17 \| 18 \| 19 \| 20 \| \| 21 \| 22 \| 23 \| 24 \| 25 \| 26 \| 27 \| \| 28 \| 29 \| 30 \| \| \| \| \| \| \| \| \| \| \| \| \| |                        |    |    |    |    |    |
| 臺灣新聞動態／維基新聞 |                        |    |    |    |    |    |
| 世界／中国大陆／臺灣 |                        |    |    |    |    |    |
| 日 | 一                     | 二 | 三 | 四 | 五 | 六 |
| | 1                      | 2  | 3  | 4  | 5  | 6  |
| 7 | 8                      | 9  | 10 | 11 | 12 | 13 |
| 14 | 15                     | 16 | 17 | 18 | 19 | 20 |
| 21 | 22                     | 23 | 24 | 25 | 26 | 27 |
| 28 | 29                     | 30 |    |    |    |    |
| |                        |    |    |    |    |    |

## 6月1日
- 臺北縣新莊市昨晚發生流彈殺人案，在貿易公司工作的36歲男子黃國賓，騎機車載妻子行經新莊市環河路返家途中，因不明原因遭到流彈擊中，子彈從黃的右上臂貫穿胸腔，送醫後仍傷重不治。中國時報自由時報
- 菸品健康捐新標準上路，每包香菸的健康捐從10元調高到20元，部分製菸業者亦同步調漲菸品價格以反映成本。中國時報自由時報

## 6月3日
- 九十八學年度第一次國中基本學力測驗的考生成績單於今日發放，本次基測的PR值對照量尺分數表亦同步公佈，預估滿分人數將超過30人，較去年增加一倍。自由時報１２３

## 6月4日
- 馬英九總統率領的158人訪問團，傍晚自桃園國際機場出發返抵國門，結束為期10天的「久睦專案」友邦訪問之旅。自由時報

## 6月5日
- 高雄捷運「公開辦理六標」弊案，高雄高分院二審宣判，認定不適用政府採購法，前工務局長吳孟德改依背信罪判處有期徒刑一年六月並減刑為九月，前捷運局長周禮良等六人獲判無罪。中國時報[永久]自由時報
- 攸關運動彩券盈餘使用的《運動彩券發行條例》在立法院院會三讀通過，未來運彩盈餘的10％提供社福支出，其餘的90％則將專供國內體育運動發展之用。yam天空新聞─中央社１２（页面存档备份，存于）自由時報

## 6月6日
- 外交部傍晚宣布，為了有效運用外交資源，將關閉駐約翰尼斯堡辦事處，駐科隆總領事館，駐委內瑞拉、駐玻利維亞與駐孟加拉代表處等五個駐外館處。中國時報（页面存档备份，存于）

## 6月9日
- 立法院院會三讀通過《臺灣地區與大陸地區人民關係條例》修正案，大幅鬆綁現行大陸籍配偶來台相關規定。大陸籍配偶依親居留階段即可在台工作，對於遺產繼承及繼承月退俸等權力也放寬，未來大陸籍配偶取得台灣身分證（投票權）時間將由八年縮短為六年，且過去在台團聚期間，可轉換併計居留期間，提早取得身分證。中國時報（页面存档备份，存于）自由時報

## 6月10日
- 馬英九總統與國民黨主席吳伯雄，下午在國民黨中常會後共同召開記者會，除了宣布吳伯雄將不續任黨主席外，並同時宣佈馬英九總統將參選下屆黨主席選舉。yam天空新聞─中央社１（页面存档备份，存于）２（页面存档备份，存于）
- 中央研究院地科所的研究團隊在自然期刊發表的論文指出，研究結果顯示，經常侵襲台灣的颱風會引發慢地震，釋放出斷層內累積的壓力，減少大地震發生的頻率。自由時報

## 6月11日
- 行政院院會通過《所得稅法》修正草案，取消軍人及國中小教職員薪資所得免稅的規定，若立法院如期審議過關，預計最快將在民國99年實施，估計影響約三十五萬人。中國時報自由時報[]
- 高鐵台北至板橋間路段，上午發生轉轍器故障的意外，台北至板橋段一度停駛達5小時，預估約2萬人次的旅客受到影響。自由時報[]
- 台鐵宣布自6月中旬起每週五和每週日增加一班北上半直達車自強號。自由時報[]

## 6月12日
- 攸關國內再生能源產業發展的《再生能源發展條例》，正式在立法院院會中三讀通過。yam天空新聞─中央社１（页面存档备份，存于）２（页面存档备份，存于）３（页面存档备份，存于）４（页面存档备份，存于）
- 核三廠在下午發生廠區外圍的變壓器起火燃燒的意外，所幸無放射性物質外洩，也沒有人員傷亡，核三廠仍維持正常供電。這是核三廠自1980年啟用以來的第三次火警。yam天空新聞─中央社１（页面存档备份，存于）２（页面存档备份，存于）３（页面存档备份，存于）
- 立法院院會三讀通過《國營國際機場園區股份有限公司設置條例》，准許交通部設立機場公司，並明文規定機場公司由政府獨資經營。yam天空新聞─中央社（页面存档备份，存于）
- 立法院院會三讀通過通過《學校法人及其所屬私立學校教職員退休撫卹離職資遣條例》，未來私立學校教職員將可比照公立學校按月領退休金，估計國庫每年將支出新台幣16.2億元。yam天空新聞─中央社１（页面存档备份，存于）２（页面存档备份，存于）

## 6月14日
- 法務部調查局針對在臺北縣市31件銷售的素食進行檢測，驗出27件含有肉品成分，比例超過5成。民視[]

## 6月16日
- 台鐵實施年度大改點，除縮短區間車行車時間外，也增加西部幹線直達列車及東部幹線、南迴線運能。yam天空新聞─中央社（页面存档备份，存于）自由時報

## 6月17日
- 衛生署公布2008年十大死因排行榜，癌症連續27年名列榜首，排名第四及第九的肺炎及自殺標準化死亡率均較前年增加，其餘均減少。yam天空新聞─中央社１（页面存档备份，存于）２（页面存档备份，存于）

## 6月19日
- 中央氣象局於晚間8時30分發布輕度颱風蓮花的海上颱風警報，警戒區域為台灣海峽南部、巴士海峽及東沙島海面。yam天空新聞─中央社１（页面存档备份，存于）２（页面存档备份，存于）

## 6月20日
- 中央氣象局於晚間11時30分發布輕度颱風蓮花的海上陸上颱風警報，陸上警戒區域為澎湖、金門，海上警戒區域為台灣海峽、巴士海峽及東沙島海面。自由時報

## 6月22日
- 行政院主計處公布上月失業率為5.82%，失業人數為63.3萬人，雙雙再創歷史新高。自由時報
- 台北地檢署偵辦前總統陳水扁家庭洗錢疑案，分別傳喚陳水扁長女陳幸妤、女婿趙建銘，以及陳水扁長子陳致中出庭，三人均坦承在特偵組偵辦期間作偽證，以換取檢方減少其刑。yam天空新聞─中央社１（页面存档备份，存于）２（页面存档备份，存于）３４（页面存档备份，存于）
- 美國在台協會（AIT）位於台北市內湖的駐台辦事處新址，上午舉行揭示典禮，包括立法院院長王金平、行政院副院長邱正雄、台北市長郝龍斌等政商界人士皆到場與會。yam天空新聞─中央社

## 6月23日
- 共11個縣市提出的7件縣市改制合併升格案，內政部於晚間公佈審核結果。台中縣市、高雄市縣、臺北縣等5個縣市獲得通過，桃園、彰化、雲林嘉義等4個縣遭到駁回；台南縣市則因審查小組無法形成共識，將會同其他核准案件報請行政院核定。yam天空新聞─中央社１（页面存档备份，存于）２（页面存档备份，存于）３４（页面存档备份，存于）
- 中研院陳建仁院士等人研究團隊的研究結果顯示，染上B型肝炎的婦女，懷孕生子會減少B肝的傷害。自由時報

## 6月27日
- 第20屆金曲獎流行音樂類頒獎典禮於台北小巨蛋舉行，最佳國語專輯《不想放手》、最佳年度歌曲《稻香》、最佳國語男女歌手周杰倫、陳珊妮、最佳台語男女歌手翁立友、黃乙玲、最佳樂團五月天、最佳演唱組合南王姐妹花、最佳新人盧廣仲。中國時報自由時報

## 6月29日
- 行政院審核縣市改制合併升格案，核定通過臺北縣、臺中市縣、高雄市縣升格為直轄市，臺南市縣亦因考量其為為台灣歷史文化重鎮，亦獲准升格為直轄市。中國時報自由時報
- 民進黨立院黨團召開座談會針對放寬美國牛肉進口規定表示：反對國民黨開放高狂牛病風險的帶骨美國牛肉進口，也質疑為何國民黨在民進黨執政時、反對民進黨政府開放不帶骨、30月齡內，相當安全的美國牛肉進口。NOWnews
- 陳水扁寫了一封求救信給馬英九，信中重點在於希望法務部能重新考量，能放已承認做偽證的陳幸妤出國。自由時報nownews（页面存档备份，存于）
- 麥當勞因為回鍋油抽驗結果品質過低（起因於換油頻率過低、會造成高致癌性）而道歉。TVBS（页面存档备份，存于） （页面存档备份，存于）

## 6月30日
- 旅美棒球選手倪福德獲得底特律老虎通知升上美國職棒大聯盟，成為首位登上大聯盟的中華職棒本土球員。